# Suzanna Taverne
Suzanna Taverne est une ancienne banquière d'investissement, directrice financière et directrice de musée, qui est directrice générale du British Museum de 1999 à 2001. Elle a également été directrice financière du Financial Times et de The Independent.

## Biographie
Suzanna Taverne est la fille de Dick Taverne, un ancien député travailliste. Elle étudie l'histoire moderne à l'Université d'Oxford. Avant son poste au British Museum, elle travaille comme directrice des finances pour le Financial Times, comme consultante chez Saatchi & Saatchi et comme directrice financière de The Independent.
Elle est nommée directrice générale du British Museum en 1999 et quitte ce poste en 2001,. Durant son mandat, elle travaille en tandem avec Robert Anderson. Elle est la première personne extérieure au secteur des musées à être nommée à ce type de poste de direction au sein de l'organisation. Durant son mandat, le réaménagement de la Great Court est réalisé,.
En 2002, elle est nommée directrice des opérations à l'Imperial College, poste qu'elle occupe jusqu'en 2005. Le 1er janvier 2012, elle est nommée membre du BBC Trust. Elle est reconduite dans ses fonctions en 2015. En 2023, elle est présidente du conseil d'administration d'openDemocracy. En 2024, elle est vice-présidente du conseil de la British School at Rome.